# النهر الأحمر الكامل
النهر الأحمر الكامل (بالصينية: 满江红)؛ (بالإنجليزية: Full River Red)‏ هو فيلم كوميدي تشويق تاريخي لعام 2023 من إخراج زانغ ييمو، من بطولة شين تنغ وجاكسون يي، وتشانغ يي ولي جياين ووانج جي ويوي يونبينج، صدر في دور العرض في الصين في 22 يناير 2023، في نفس يوم عيد رأس السنة الصينية.

## القصة
يروي الفيلم حالة غامضة حدثت في بداية عهد أسرة سونغ الجنوبية. تم تعيينه بعد أربع سنوات من وفاة يوي فاي. تحدث جريمة قتل غامضة في مقر إقامة تشين هوي عندما التقى بمندوبين من سلالة جين المنافسة. يتورط جندي وقائد في مؤامرة كبيرة حيث يموت أحد مبعوثي جين ويتم الإبلاغ عن فقدان رسالة سرية. الحراس الصالحين هم المسؤولون عن الحادث ويريدون قتل الخائن المشتبه به.

## معلومات إضافية
الشركة الناشرة: هوانكسي ميديا (Huanxi Media)
اللغة: الصينية القياسية
الإيرادات: 654.8$ مليون دولار امريكي

## روابط خارجية
- النهر الأحمر الكامل على موقع IMDb (الإنجليزية)
- النهر الأحمر الكامل على موقع روتن توميتوز (الإنجليزية)
- النهر الأحمر الكامل على موقع ألو سيني (الفرنسية)
- النهر الأحمر الكامل على موقع قاعدة بيانات الفيلم (الإنجليزية)
- النهر الأحمر الكامل على موقع ليتربوكسد (الإنجليزية)
- النهر الأحمر الكامل على موقع كينوبويسك (الروسية)